# الدرب (عمران)
الدرب هي إحدى قرى الجمهورية اليمنية. وهي تتبع جغرافيًا لمحافظة عمران. وإداريًا لمديرية ثلاء. يبلغ تعداد سكانها 930 نسمة حسب الإحصاء الذي جرى عام 2004.